# Gekko albofasciolatus
Espèce
Synonymes
- Gecko albofasciolatus Günther, 1867

Gekko albofasciolatus est une espèce de geckos de la famille des Gekkonidae.

## Répartition
Cette espèce est endémique de Bornéo. 

## Publication originale
- Günther, 1867 : Additions to the knowledge of Australian Reptiles and Fishes. Annals and Magazine of Natural History, ser. 3, vol. 20, p. 45-68 (texte intégral).